# こんな恋のはなし
『こんな恋のはなし』（こんなこいのはなし）は、1997年7月3日から同年9月18日まで、フジテレビ系列の木曜劇場で放送された連続テレビドラマ。全12回。主演は真田広之。
関連商品として本作を小説化した書籍が発売された。2024年現在、日本での映像ソフト化は行われていない。

## ストーリー
余命半年と宣告された大金持ちの原島修一郎（真田広之）が、大貧乏人の下平孝之助（玉置浩二）と出会うことから、残りの人生を大きく変化させていく（金しか信じなかった男がやがて愛や友情に目覚めていく）過程を描く。

## エピソード
原島の使うパソコンは、Apple製のデスクトップであった。原島エンタープライズの本社として使われた住友ケミカルビルは、エレベーターが特徴的でフジテレビの他のドラマでもたびたび登場している。外観および入り口シーンは新宿パークタワーが使用されている。原島百貨店には、千葉市のセントラルプラザ（現在は閉鎖）及び市川市のニッケコルトンプラザが使われた。

## キャスト
- 原島修一郎 - 真田広之
- 藤村香織 - 松嶋菜々子
- 水越麻耶子 - 戸田菜穂
- 平間（原島修一郎の秘書） - 斎藤陽子
- 藤村美紗緒 - 高樹沙耶
- 中畑典彦 - 近藤芳正
- 剣崎医院長 - 升毅
- 蜷川常務 - 佐戸井けん太
- 五十嵐部長 - 郷田ほづみ
- 堂本部長 - 羽場裕一
- 下平晋平 - 三觜要介
- 水越真太郎 - 勝部演之
- 坂井和宏 - 佐藤B作
- 下平孝之助 - 玉置浩二

## スタッフ
- 企画 - 石原隆、小川泰
- プロデューサー - 関口静夫
- 脚本 - 深沢正樹、高橋留美
- 演出 - 小椋久雄、河野圭太、平野眞
- 音楽 - 本間勇輔
- 主題歌 - 「MR.LONELY」 玉置浩二

## 放送日程
| 各話                                                      | 放送日        | サブタイトル               | 脚本              | 演出     | 視聴率 | 備考     |
| --------------------------------------------------------- | ------------- | -------------------------- | ----------------- | -------- | ------ | -------- |
| 第1回                                                     | 1997年7月3日  | 大金持ち、大貧乏人に出会う | 深沢正樹          | 小椋久雄 | 11.5%  | 30分拡大 |
| 第2回                                                     | 1997年7月10日 | 氷の男、恋を知る           | 深沢正樹          | 河野圭太 | 11.0%  | -        |
| 第3回                                                     | 1997年7月17日 | プリティウーマン           | 高橋留美          | 小椋久雄 | 11.1%  | -        |
| 第4回                                                     | 1997年7月24日 | 君を幸せにする             | 深沢正樹          | 河野圭太 | 13.0%  | -        |
| 第5回                                                     | 1997年7月31日 | なぐられた気持ち           | 高橋留美          | 平野眞   | 11.6%  | -        |
| 第6回                                                     | 1997年8月7日  | あと3か月の命              | 高橋留美          | 小椋久雄 | 11.1%  | -        |
| 第7回                                                     | 1997年8月14日 | 二人だけの夜               | 高橋留美          | 河野圭太 | 10.4%  | -        |
| 第8回                                                     | 1997年8月21日 | こんなつらい別れ           | 深沢正樹          | 小椋久雄 | 11.9%  | -        |
| 第9回                                                     | 1997年8月28日 | 彼の病気を知る             | 高橋留美          | 平野眞   | 12.9%  | -        |
| 第10回                                                    | 1997年9月4日  | あなたを守る               | 深沢正樹          | 河野圭太 | 12.0%  | -        |
| 第11回                                                    | 1997年9月11日 | あんたは死なない           | 高橋留美          | 平野眞   | 13.8%  | -        |
| 最終回                                                    | 1997年9月18日 | 愛と死                     | 深沢正樹 高橋留美 | 小椋久雄 | 15.4%  | 30分拡大 |
| 平均視聴率12.2%（視聴率は関東地区・ビデオリサーチ社調べ） |               |                            |                   |          |        |          |